# As Good As Dead. Ara més perillós
As Good As Dead. Ara més perillós és una pel·lícula d'acció criminal mexicana del 2022 escrita per Michael Jai White, dirigida per R. Ellis Frazier i protagonitzada per White i Tom Berenger. S'ha doblat i subtitulat al català.
La pel·lícula es va estrenar als cinemes dels Estats Units i a la carta el 16 de desembre de 2022.